# Gaétan Duchesne
Gaétan Duchesne (* 11. Juli 1962 in Québec City, Québec; † 16. April 2007 ebenda) war ein kanadischer Eishockeyspieler und -trainer, der im Verlauf seiner aktiven Karriere zwischen 1979 und 1998 unter anderem 1.112 Spiele für die Washington Capitals, Nordiques de Québec, Minnesota North Stars, San Jose Sharks und Florida Panthers in der National Hockey League auf der Position des linken Flügelstürmers bestritten hat. Später arbeitete Duchesne als Assistenztrainer bei den Rafales de Québec in der International Hockey League und Remparts de Québec in der Ligue de hockey junior majeur du Québec. Sein Sohn Jeremy ist ebenfalls ein professioneller Eishockeyspieler und spielt auf der Position des Torwarts.

## Karriere
Duchesne spielte zunächst in der Ligue de hockey junior majeur du Québec bei den Remparts de Québec. Nachdem ihn die Washington Capitals im NHL Entry Draft 1981 in der achten Runde an 152. Stelle ausgewählt hatten, schaffte er zur Saison 1981/82 zur Überraschung aller den Sprung in den NHL-Kader der Caps. Der Franko-Kanadier blieb bis zum Ende der Saison 1986/87 im Team der Hauptstädter, ehe er im Sommer 1987 im Austausch für Dale Hunter und Clint Malarchuk gemeinsam mit Alan Haworth und einem Erstrunden-Pick im NHL Entry Draft 1987, mit dem später Joe Sakic ausgewählt wurde, zu den Nordiques de Québec transferiert wurde.
Nach nur zwei Spielzeiten in seiner Heimatstadt musste der linke Flügelspieler zu den Minnesota North Stars wechseln. Mit dem Team erreichte er 1991 das Finale um den Stanley Cup, wo man den Pittsburgh Penguins in sechs Spielen unterlag.
Zur Saison 1993/94 verließen die North Stars Minnesota und zogen nach Dallas um. Da die Dallas Stars mit einer neuen Spielphilosophie keine Verwendung mehr für Duchesne hatten, gaben sie ihn zu den San Jose Sharks ab, die ihn nach eineinhalb Jahren zu den Florida Panthers schickten. Nach nur 13 Spielen in der ohnehin verkürzten Saison 1994/95 bei den Panthers beendete er seine NHL-Karriere und wechselte zurück in seine Heimatstadt Québec. Dort lief er in der International Hockey League als Spieler und Assistenztrainer für die Rafales de Québec auf. Nach der Saison 1997/98 beendete er seine Karriere als Spieler.
Danach arbeitete er in seiner Heimatstadt von 2000 bis 2002 als Assistenztrainer bei den Remparts de Québec, wo er bereits als Junior gespielt hatte.
Duchesne verstarb überraschend am 16. April 2007 im Alter von 44 Jahren beim Fitnesstraining vermutlich an einem Herzstillstand. In 1028 NHL-Spielen erzielte er 179 Tore und bereitete weitere 254 vor.

## Karrierestatistik
(Legende zur Spielerstatistik: Sp oder GP = absolvierte Spiele; T oder G = erzielte Tore; V oder A = erzielte Assists; Pkt oder Pts = erzielte Scorerpunkte; SM oder PIM = erhaltene Strafminuten; +/− = Plus/Minus-Bilanz; PP = erzielte Überzahltore; SH = erzielte Unterzahltore; GW = erzielte Siegtore; 1 Play-downs/Relegation; Kursiv: Statistik nicht vollständig)